# Чепура трибарвна
Чепура трибарвна (Egretta tricolor) — вид птахів з родини чаплевих.

## Підвиди
Описано три підвиди:
- Egretta tricolor occidentalis Huey 1927
- Egretta tricolor ruficollis Gosse 1847
- Egretta tricolor tricolor Muller 1776

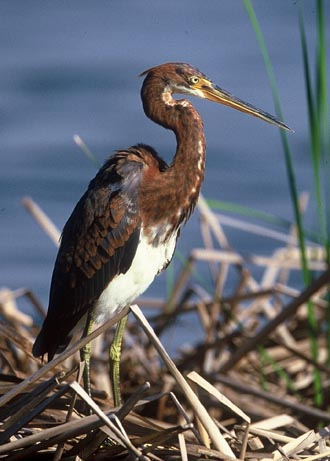
Нестатевозріла особина

## Опис
Чапля близько 56 см завдовжки, з розмахом крил 96 см і вагою 350 г. Шия довга, дзьоб жовтий або сіруватий, чорний на кінці. Ноги темні. Дорослі особини мають синьо-сіре забарвлення, з білою лінією вздовж шиї. Низ білий.